# Карцаго Ривијера (Бреша)
Карцаго Ривијера (итал. Carzago Riviera) је насеље у Италији у округу Бреша, региону Ломбардија.
Према процени из 2011. у насељу је живело 1159 становника. Насеље се налази на надморској висини од 203 м.